# Biegsames Nixenkraut
Das Biegsame Nixenkraut (Najas flexilis), ist eine Pflanzenart aus der Gattung Nixenkräuter (Najas) innerhalb der Familie der Froschbissgewächse (Hydrocharitaceae). Diese Wasserpflanze ist im Süßwasser in den gemäßigten Gebieten der Nordhalbkugel weitverbreitet.

## Beschreibung und Phänologie

### Vegetative Merkmale
Das Biegsame Nixenkraut ist eine sommergrüne, einjährige krautige Pflanze. Diese vollständig untergetauchte Wasserpflanze wächst mit niederliegenden bis aufsteigenden, 5 bis 30 cm langen, frisch schlaffen, biegsamen und reich verzweigte Stängeln am Seegrund, wo sie häufig mit Schlamm überdeckt wird, so dass nur die oberen Teile herausschauen.
Die Laubblätter stehen paarweise am Stängel zusammen. Der Blattgrund geht allmählich
in die nicht geöhrte Blattscheide über. Die einfachen Blattspreite ist bei einer Länge von bis zu 25 Millimetern einer Breite von etwa 0,5, selten bis zu 1 Millimetern schmal-lineal und mehr oder weniger gerade; sie sind kaum sichtbar gezähnelt mit auf jeder Seite sechs bis zwölf höchstens 0,1 Millimeter langen Blattzähnen.

### Generative Merkmale und Phänologie
Die Blütezeit liegt in Mitteleuropa im Juli und August. Das Biegsame Nixenkraut ist einhäusig getrenntgeschlechtig (monözisch). Die unscheinbaren Blüten sitzen einzeln in den Blattachseln. Die männlichen Blüten sind von einer sackartige Spatha umhüllt, besitzen ein zweilappiges Perigon und nur ein sitzendes, einfächeriges Staubblatt. Die weiblichen Blüten besitzen keine Hülle. Auf dem Fruchtblatt befinden sich zwei Narben und zwei dazu gekreuzt stehenden Zähnen.
Die glatten, bei Reife gelblichen bis dunkelbraunen Früchte sind bei einer Länge von bis zu 3,5 Millimetern elliptisch, zylindrisch.
Die Chromosomenzahl beträgt 2n = 24, seltener 12.

## Ökologie
Beim Biegsamen Nixenkraut handelt es sich Therophyten und Hydrophyten.
Die Bestäubung findet unter Wasser statt. Bei der Ausbreitung der Diasporen handelt es sich um Klettausbreitung.

## Standortbedingungen
Das Biegsame Nixenkraut ist vor allem in der Flachwasserzone nährstoffarmer Süßwasserseen zu finden. Es wächst am Seegrund und bildet bei günstigen Bedingungen ganze Unterwasserwiesen aus. Es ist eine Charakterart des Najadetum intermediae aus dem Verband Potamogetonion.
Die Zeigerwerte nach Ellenberg sind: Lichtzahl L5 = Halbschattenpflanze; Temperaturzahl T6 = Mäßigwärme- bis Wärmezeiger; Kontinentalitätszahl K4 = subozeanisch, gemäßigtes Seeklima zeigend; Feuchtezahl F12 = Unterwasserpflanze; Feuchtewechsel = keinen Wechsel der Feuchte zeigend; Reaktionszahl R8 = Schwachbasen- bis Basen-/Kalkzeiger; Stickstoffzahl: N5 = mäßigen Stickstoffreichtum anzeigend; Salzzahl S0 = nicht salzertragend.

## Verbreitung
Das Biegsame Nixenkraut ist auf der Nordhalbkugel weitverbreitet. In Nordamerika umfasst sein Verbreitungsgebiet das kanadische New Brunswick, Newfoundland, Nova Scotia, Ontario, Prince Edward Island, Quebec, Alberta, British Columbia, Manitoba, Saskatchewan und die US-Bundesstaaten Connecticut, Indiana, Maine, Massachusetts, Michigan, New Hampshire, New Jersey, New York, Ohio, Pennsylvania, Rhode Island, Vermont, West Virginia, Illinois, Iowa, Minnesota, North Dakota, South Dakota, Wisconsin, Idaho, Montana, Oregon, Washington, Delaware, Kentucky, Maryland, Virginia, Kalifornien sowie Utah. Es ist in Eurasien verbreitet. Über die Vorkommen in Asien ist nur wenig bekannt, Nachweise gibt es aus der Mongolei. In Europa gibt es Fundorte in Irland, Großbritannien, Finnland, Schweden, Norwegen, Dänemark, Estland, Lettland, Litauen, Polen, im europäischen Teil Russlands, Deutschland, Österreich und in der Schweiz. Für einige der Fundorte gibt es keine rezenten Nachweise mehr.

## Gefährdung und Schutz
| Erhaltungszustände für das Biegsame Nixenkraut (Najas flexilis) (Nationale Angaben für den Berichtszeitraum 2007–2012 entsprechend Artikel 17 der Fauna-Flora-Habitat-Richtlinie) |     |     |     |
| EU-Land | ATL | BOR | CON |
| Dänemark |     | --- | --- |
| Estland | --- |     | --- |
| Finnland | --- |     | --- |
| Großbritannien |     | --- | --- |
| Irland |     | --- | --- |
| Lettland | --- |     | --- |
| Litauen | --- |     | --- |
| Schweden | --- |     |     |
| Biogeografische Regionen: ATL = atlantisch, BOR = boreal, CON = kontinental --- = der Mitgliedsstaat hat keinen Anteil an der jeweiligen biogeografischen Region oder das natürliche Verbreitungsgebiet der Art liegt in diesem Staat nicht in der Region Erhaltungszustand: grün = günstig, orange = unzureichend, rot = schlecht In Österreich gibt es ein bekanntes rezentes Vorkommen in der alpinen biogeografischen Region, eine Bewertung wurde von dem EU-Staat nicht abgegeben. |     |     |     |

Das Biegsame Nixenkraut ist in erster Linie durch Wasserverschmutzungen (Einleitungen, Landwirtschaft, Motorboote), Eutrophierung, Versauerung und Alkalisierung der Gewässer sowie die Isolation der Vorkommen, die in weiten Bereichen Europas gegeben ist, gefährdet.
In Deutschland wird das Biegsame Nixenkraut in der Roten Liste von 1996 als vom Aussterben bedroht geführt und ist nach dem Bundesnaturschutzgesetz streng geschützt. Inzwischen gilt das Biegsame Nixenkraut in Deutschland aber als ausgestorben.
Gleiches gilt für die Schweiz: Auch hier sind die bekannten Vorkommen erloschen, es wird in der Roten Liste als ausgestorben (EX bzw. RE) geführt.
In Österreich ist ein einziges rezentes Vorkommen bekannt. Es wurde 2002 im Millstätter See entdeckt.
In der Roten Liste der Gefäßpflanzen Europas wurde das Biegsame Nixenkraut in der Gefährdungskategorie VU = „Vulnerable“ = „verletzlich“ eingestuft, es ist somit mit einem hohen Risiko behaftet, in der freien Natur auszusterben.
Aufgrund der Bedrohung, der das Biegsame Nixenkraut und seine Habitate ausgesetzt sind, wurde diese Art bereits 1979 im Übereinkommen über die Erhaltung der europäischen wildlebenden Pflanzen und Tiere und ihrer natürlichen Lebensräume (Berner Konvention) in Anhang I (Ergreifen von Maßnahmen, um einen besonderen Schutz der Art sicherzustellen) und in weiterer Folge in die Anhänge II und IV der Fauna-Flora-Habitat-Richtlinie aufgenommen.
Die EU-Mitgliedsstaaten sind verpflichtet, für die Art Schutzgebiete auszuweisen, die Teil eines zusammenhängenden europäischen ökologischen Schutzgebietsnetzes sind. Dieses Netz muss den Fortbestand bzw. die Wiederherstellung eines günstigen Erhaltungszustands der Habitate der Arten in ihrem natürlichen Verbreitungsgebiet gewährleisten (Artikel 3 und 6 der Fauna-Flora-Habitat-Richtlinie).
Für diese Art ist von den EU-Staaten ein striktes Schutzsystem zu etablieren, das unter anderem jegliches absichtliche Pflücken, Sammeln, Abschneiden, Ausgraben oder Vernichten von Exemplaren in der Natur, sowohl innerhalb als auch außerhalb von Schutzgebieten, verbietet (Artikel 13 der Fauna-Flora-Habitat-Richtlinie).

## Taxonomie
Die Erstveröffentlichung erfolgte 1798 unter dem Namen (Basionym) Caulinia flexilis durch Carl Ludwig Willdenow in Mémoires de l'Académie Royale des Sciences et Belles-Lettres depuis l'Avénement de Fréderic Guillaume II au Thrône, S. 89, Tafel 1, Figur 19. Die Neukombination zu Najas flexilis (Willd.) Rostk. & W.L.E.Schmidt wurde 1824 durch Friedrich Wilhelm Gottlieb Theophil Rostkovius und Wilhelm Ludwig Ewald Schmidt in Flora Sedinensis 382 veröffentlicht. Weitere Synonyme für Najas flexilis (Willd.) Rostk. & W.L.E.Schmidt sind: Fluvialis flexilis (Willd.) Pers., Najas canadensis Michx., Najas flexilis var. microcarpa Nilsson, Najas flexilis var. robusta Morong, Najas flexilis var. congesta Farw., Najas flexilis subsp. caespitosus Maguire, Najas caespitosus (Maguire) Reveal.

## Weiterführende Literatur
- U. Posluszny, R. Sattler: Floral development of Najas flexilis. In: Canad. J. Bot., Volume 54, Issue 10, 1976, S. 1140–1151.